# Крутов, Евгений Александрович
Евгений Александрович Крутов (род. 23 марта 1978, Иваново, Ивановская область, РСФСР, СССР) — российский лётчик-испытатель, Герой Российской Федерации (2021).

## Биография
Евгений Александрович Крутов родился 23 марта 1978 года в Иваново, на родине отца. Отец — лётчик-испытатель Александр Крутов, служил в то время в Грузии, а жену отправил рожать к своей матери, врачу-акушеру.
С 1980 года жил в Жуковском, что в Московской области. В 1996 году окончил Ейскую школу-интернат с первоначальной лётной подготовкой в Краснодарском крае, после поступил на военную службу в Вооружённые силы Российской Федерации, начал обучаться в Качинском высшем военном авиационном училище лётчиков имени А. Ф. Мясникова в Волгограде. В 1998 году был переведён в Армавирское высшее военное авиационное училище лётчиков имени П. С. Кутахова, которое окончил в 2001 году. В дальнейшем служил летчиком-инструктором учебного авиационного полка Краснодарского высшего авиационного военного института, а в 2003 году вышел в запас в звании старшего лейтенанта. В 2003 году поступил на работу лётчиком-испытателем в Лётно-исследовательский институт имени М. М. Громова, параллельно закончив в 2005 году Школу лётчиков-испытателей имени А. В. Федотова. Во время работы в институте осуществил ряд сложных испытаний различных самолётов. Освоил более 15 типов самолётов, общий налёт составляет более тысячи часов. Имеет квалификацию лётчика-испытателя 1-го класса. 
5 октября 2018 года Крутов на месте командира вместе М. В. Кондратенко в качестве инструктора принимали участие в предполётных испытаниях самолёта-лаборатории МиГ-29ЛЛ (бортовой № 84) в Жуковском. Взлетев в 10 часов 38 минут, примерно через шесть минут самолёт достиг высоты в 10 тысяч, после чего Крутов приступил к выполнению поставленного задания, став выполнять фигуры пилотажа. В процессе вывода самолёта из петли, в задней части фюзеляжа раздался удар, после чего в левом двигателе начался пожар, перекинувшийся затем и на правый. Не предпринимая попыток катапультироваться, лётчики вывели самолёт из облачности, увидев жилые многоэтажки Воскресенска. После того, как они увели самолёт от домов в район леса и полей, управление полностью отказало. Самолёт практически летел уже боком, но лётчикам удалось катапультироваться, их парашюты успешно раскрылись. Крутов приземлился нормально, однако Кондратенко получил травму спины, и вскоре они оба были найдены, доставлены на аэропорт Раменское, а затем в Центральную городскую больницу Жуковского для обследования. В результате катастрофы институт потерял единственный МиГ-29, для расследования причин случившегося была создана специальная комиссия. Самолёт упал около Егорьевска, близ деревни Дмитровцы, в безлюдном месте, не нанеся жертв и разрушений на земле. В заключении комиссии по итогам расследования аварии было отмечено, что «действия экипажа были продуманными, грамотными и своевременными с проявленными при этом выдержкой и самообладанием, направленными на исключение катастрофических последствий столкновения самолета с жилыми массивами, при полном понимании реальной угрозы своим жизням и здоровью». 12 апреля 2021 года Крутов и Кондратенко были удостоены званий «Герой Российской Федерации».

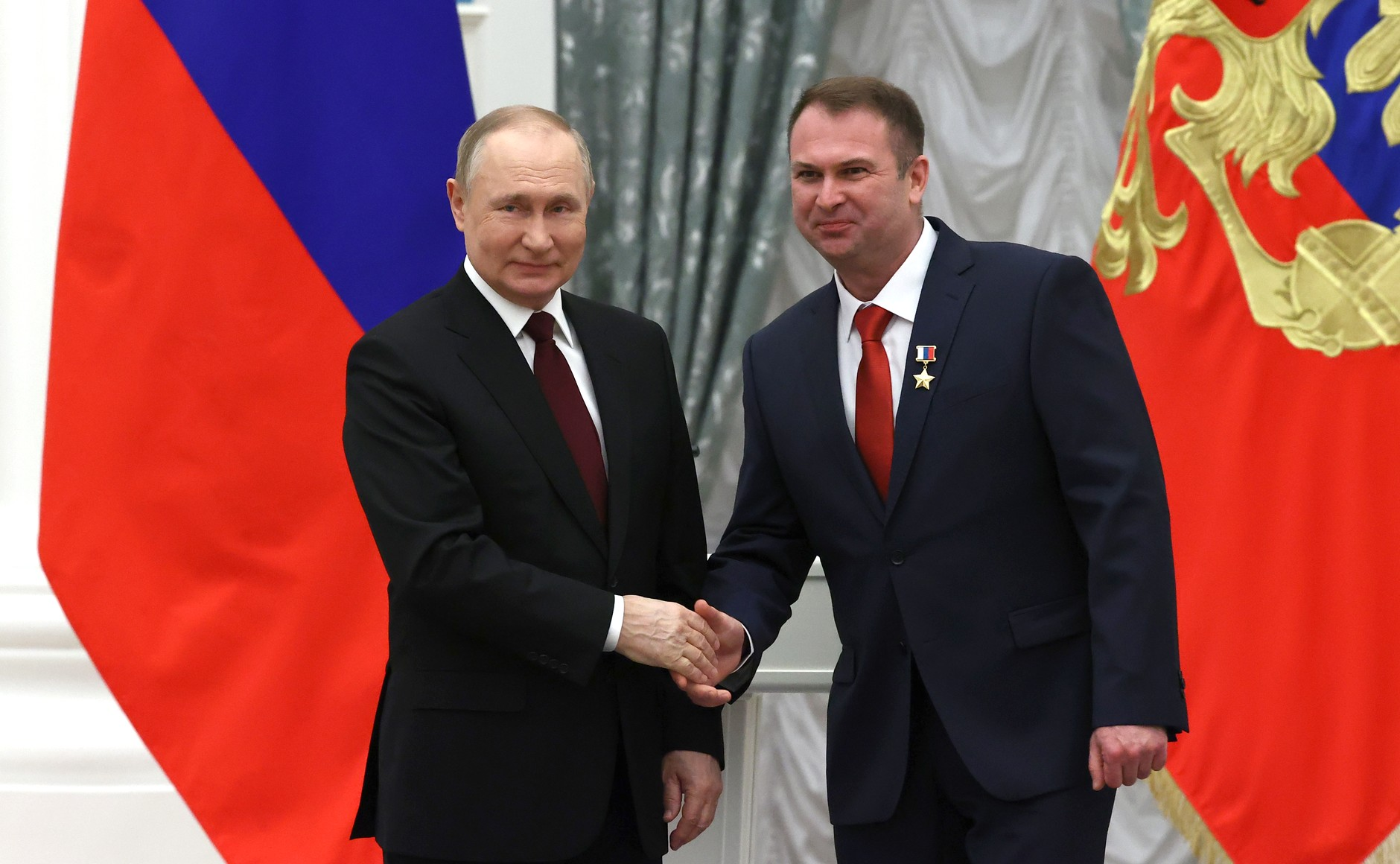
На вручении звания, 2022 год

Данная награда — не только моя заслуга, но и заслуга большого коллектива в авиационной промышленности. Я благодарен своей семье, родителям и близким за их поддержку. Обязуюсь с честью и достоинством носить это высокое звание.Евгений Крутов, 2022 год.

## Награды
- Звание «Герой Российской Федерации» с удостаиванием медали «Золотая звезда» (12 апреля 2021 года, закрытым указом президента Российской Федерации) — за мужество, героизм и высокий профессионализм, проявленные при испытании и освоении новой авиационной техники[4][1]. Вручена президентом Российской Федерации В. В. Путиным 2 февраля 2022 года на церемонии в Екатерининском зале Московского кремля[17].
- Медаль Нестерова (2019 год)[4]. Вручена министром промышленности и торговли Российской Федерации Д. В. Мантуровым[18].